# Beinn Eibhinn
Beinn Eibhinn är ett berg i Storbritannien.   Det ligger i kommunen Highland och riksdelen Skottland, i den nordvästra delen av landet, 600 km nordväst om huvudstaden London. Toppen på Beinn Eibhinn är 1 102 meter över havet, eller 183 meter över den omgivande terrängen. Bredden vid basen är 1,8 km. Beinn Eibhinn ingår i Beinn Pharlagain.
Terrängen runt Beinn Eibhinn är huvudsakligen kuperad. Trakten runt Beinn Eibhinn är nära nog obefolkad, med mindre än två invånare per kvadratkilometer. Trakten runt Beinn Eibhinn består i huvudsak av gräsmarker.